# 180857 Hofigéza
A 180857 Hofigéza (ideiglenes jelöléssel 2005 HG7) a Naprendszer kisbolygóövében található aszteroida. Sárneczky Krisztián fedezte fel 2005. április 28-án.
Nevét Hofi Géza (1936–2002) Kossuth-díjas és kétszeres Jászai Mari-díjas magyar humorista után kapta.